# Chloroperla zhiltzovae
Chloroperla zhiltzovae är en bäcksländeart som beskrevs av Peter Zwick 1967. Chloroperla zhiltzovae ingår i släktet Chloroperla och familjen blekbäcksländor. Inga underarter finns listade i Catalogue of Life.